# Викимедиа РУ
НП «Викимедиа РУ» — ликвидированное российское некоммерческое партнёрство, действовавшее с 2008 по 2023 год.
Партнёрство было создано участниками русской Википедии  для содействия развитию на территории России проектов, связанных с созданием и распространением свободной для использования энциклопедической, образовательной и другой информации, отражающей знания, накопленные человечеством.  
Как и в случае других региональных организаций Викимедиа, у «Викимедиа РУ» никогда не имелось возможности контроля над сайтами Фонда Викимедиа и  юридической ответственности за их содержание. Ведущий проект такого типа — свободная интернет-энциклопедия «Википедия», русскоязычный раздел которой являлся одним из основных объектов поддержки со стороны «Викимедиа РУ». 

## История создания
Идея создать некоммерческую организацию, содействующую развитию интернет-энциклопедии «Википедия» на территории Российской Федерации, появилась ещё в 2005 году, но активная подготовка началась лишь осенью 2007 года. 
24 мая 2008 года подготовленные учредительные документы получили одобрение Совета попечителей «Фонда Викимедиа» в качестве одной из региональных организаций Викимедиа (т. н. «отделений» или «Local chapters») — именно эта дата считается в проектах «Викимедиа» датой основания российской организации. Детали отношений некоммерческого партнёрства с Фондом регулируются отдельно подписываемыми соглашениями.
21 ноября 2008 года НП «Викимедиа РУ» было внесено в реестр зарегистрированных некоммерческих организаций, что ознаменовало окончание юридической процедуры регистрации.

## Деятельность
Летом 2010 года НП «Викимедиа РУ» разработала и направила в Совет при Президенте РФ по развитию информационного общества в Российской Федерации и Государственную думу проект поправок и дополнений к четвёртой части Гражданского кодекса, регулирующей вопросы авторского права. Поправки были приняты и вступили в силу 1 октября 2014 года.
17 октября 2010 года в ГУВД Москвы поступило заявление на НП «Викимедиа РУ», связанное с размещёнными на серверах «Фонда Викимедиа» документами и файлами, по мнению заявителя, входящих в федеральный список экстремистских материалов и нарушающих 282 статью Уголовного кодекса Российской Федерации. Директор НП «Викимедиа РУ» Владимир Медейко ответил на обвинение, указав, что материалы из федерального списка действительно содержатся в «Викитеке», но претензии следует отправлять в Wikimedia Foundation как в управляющую организацию, поскольку между НП и «Викитекой» нет юридической связи.
На резонансные события, связанные с Википедией, «Викимедиа РУ» реагировало пресс-релизами: 11 мая 2013 года выпущен пресс-релиз о миллионной статье; 25 августа 2015 года выпущен пресс-релиз о блокировке Википедии в России (в том числе по-английски); 17 февраля 2017 года — релиз о проекте «Виртуальный фронт» .

### Направления деятельности
- Организация вики-конференций, ежегодно проводившихся в России с 2007 по 2022 год, а также Вики-премии и вики-экспедиции. Проводились регулярные собрания.
- Проведение образовательной программы, были отдельные программы сотрудничества с МГУ и ПетрГУ.
- Организация конкурсов по написанию статей в Википедию, загрузке фотографий на Викисклад, и т. д. (в том числе серии конкурсов «#Узнай Россию», с 2013 по 2022 годы)[16].

В мае 2021 года член комитета Госдумы по информационной политике, информационным технологиям и связи Антон Горелкин заявил, что по его мнению, организации не грозит присвоение статуса иноагента.

### Закрытие
19 декабря 2023 года директор НП Станислав Козловский в связи с планами признать его «иностранным агентом» заявил о прекращении работы «Викимедиа РУ». Министерство юстиции России признало Козловского «иностранным агентом» 2 февраля 2024 года.
22 марта 2024 года Минюст России добавил НП «Викимедиа РУ» в свой список «иностранных агентов».
26 февраля 2025  года закончился ликвидационный период, длившийся около 1 года, организация была официально признана ликвидированной, а 7 марта Минюст исключил её из реестра «иностранных агентов».

## Награды
В офисе партнёрства хранились знаки наград, присуждённых в России проектам Викимедиа (в первую очередь, Википедии):
- Девять «Премий Рунета» (2006, 2007, 2009, 2010, 2012, 2014, 2015, 2017, 2019[25]).
- Одна премия «Золотой сайт».
- Член «Викимедиа РУ» Фархад Фаткуллин в 2018 году получил звание «Викимедиец года».
- Конкурс научных фотографий «Снимай науку», ежегодно организуемый «Викимедиа РУ» совместно с телеканалом «Наука», дважды (в 2017 и 2019 гг.) был удостоен премии «За верность науке» Министерства образования и науки.

### Вики-премии
Вики-премия — награда, вручавшаяся участникам проектов Викимедиа, внесшим наибольший вклад в их развитие, а также людям и организациям, за заметные достижения, соответствующие целям движения Викимедиа. Различные виды Вики-премий учреждались некоммерческим партнёрством содействия распространению энциклопедических знаний «Викимедиа РУ». Премия вручалась ежегодно, с 2011 по 2022 годы.
- Первое в истории русскоязычной Википедии вручение Вики-премий состоялось 15 января 2011 года в Москве в честь 10-летия Википедии. Наградами премии (почётной грамотой и памятным сувениром «Википедия-10» с вики-символикой) были отмечены 27 участников русскоязычного раздела «Википедии»[26]. С 2012 года вики-премии начали вручаться ежегодно по итогам прошедшего года.
- Вторая церемония вручения Вики-премий прошла 9 марта 2012 года в рамках Вики-конференции 2012 в Москве. С 2012 года в число лауреатов премии начали включаться не только участники проекта русскоязычной «Википедии», но и участники других проектов фонда Викимедиа. Всего были награждены 27 участников различных проектов.
- Третья церемония вручения Вики-премий состоялась 18 мая 2013 года на Вики-конференции 2013 и была совмещена с торжествами по поводу написания миллионной статьи в русской «Википедии». Всего награду получили 34 лауреата. Для церемонии награждения были изготовлены призы двух видов: «золотые» для авторов «статей года» и синие — для остальных лауреатов[27].
- Четвёртая церемония вручения Вики-премий состоялась 13-14 сентября 2014 года на Вики-конференции 2014. Премия и церемония вручения были разделены на две части: традиционные награды википедистам и премии «Свободные знания»➤. Наградами вики-премий в различных номинациях было отмечено 32 участника[28].
- Пятая церемония вручения Вики-премий состоялась 4 апреля 2015 года в Москве. Наградами вики-премий в различных номинациях был отмечен 31 участник[29].
- Шестая церемония вручения Вики-премий состоялась 16 мая 2016 года в Москве. Наградами вики-премий в различных номинациях были отмечены 29 участников[30].
- Седьмая церемония вручения Вики-премий состоялась 23 апреля 2017 года в Москве. Наградами вики-премий в различных номинациях были отмечены 27 участников[31].
- Восьмая церемония вручения Вики-премий состоялась 22 сентября 2018 года на Вики-конференции 2018 в Санкт-Петербурге. Наградами вики-премий в различных номинациях были отмечены 28 участников[32].
- Девятая церемония вручения Вики-премий состоялась 26 мая 2019 года в Москве. Наградами вики-премий в различных номинациях были отмечены 36 участников[33].
- Десятая церемония вручения Вики-премий состоялась 16 февраля 2020 года в Москве. Наградами вики-премий в различных номинациях были отмечены 29 участников[34].
- Одиннадцатая церемония вручения Вики-премий состоялась 25 сентября 2021 года на Вики-конференции 2021 в Москве. Наградами вики-премий в различных номинациях были отмечены 38 участников[35].
- Двенадцатая церемония вручения Вики-премий состоялась 24 сентября 2022 года на Вики-конференции 2022 в Санкт-Петербурге. Наградами вики-премий в различных номинациях были отмечены 34 участника[36].

В 2015—2021 годах в роли ведущего на церемониях вручения Вики-премий выступал журналист Александр Плющев.

#### Премия «Свободные знания»
Премия «Свободные знания» присуждалась лицам, проектам и организациям, которые, не являясь участниками движения «Викимедиа», содействовали достижению его основной цели — распространению свободных знаний. Определение лауреатов премии «Свободные знания» проходит в два этапа. Сначала вики-сообщество выдвигало кандидатов и проводит голосование, по результатам которого формируется шорт-лист. Из этого списка члены «Викимедиа РУ» отбирали 3—4 лауреатов, с учётом представленных аргументов. Победители объявлялись непосредственно на церемонии. Вики-премия «Свободные знания» вручалась ежегодно с 2014 по 2022 годы.
- Вручение первых четырёх премий «Свободные знания» состоялась 13 сентября 2014 года в день открытия Вики-конференции 2014.
- Второе вручение (три премии) состоялась 4 апреля 2015 года в Москве.
- Третье вручение (три премии) состоялась 16 мая 2016 года в Москве.
- Четвёртое вручение (три премии) состоялась 23 апреля 2017 года в Москве.
- Пятое вручение (три премии) состоялась 22 сентября 2018 года на Вики-конференции 2018 в Санкт-Петербурге.
- Шестое вручение (три премии) состоялось 26 мая 2019 года в Москве.
- Седьмое вручение (три премии) состоялась 16 февраля 2020 года в Москве.
- Восьмое вручение (четыре премии) состоялась 25 сентября 2021 года на Вики-конференции 2021 в Москве.
- Девятое вручение (три премии) состоялась 24 сентября 2022 года на Вики-конференции 2022 в Санкт-Петербурге.

## Финансы
- Финансовые отчёты Некоммерческого партнёрства с 2010 года.
- В 2017 году НП «Викимедиа РУ» получило два крупных пожертвования: от «Яндекса» на общую деятельность и специализированный грант от государства на библиотечный проект.
- В 2019 году НП «Викимедиа РУ» получила на свой проект 8,4 миллиона рублей из Фонда президентских грантов. В обосновании заявки сказано, что деньги должны помочь научить и замотивировать студентов создавать страницы в «Википедии»[37].
- В 2021 году НП «Викимедиа РУ» получила на свой проект 5,2 миллиона рублей из Фонда президентских грантов. Цель — обеспечить студентов российских вузов знаниями, умениями и навыками обращения с различными источниками информации через обучение их созданию и редактированию статей в Википедии[38].

## Члены
- Владимир Медейко — занимал пост директора c основания в 2008 году[8] до мая 2023 года, после чего перешел в Рувики[39];
- Козловский, Станислав Александрович — один из основателей[14][39], директор;
- Фаткуллин, Фархад Наилевич;
- Соловьёв, Владимир Анатольевич (2013—2019).